# Чумаченко Микола Іванович
Микола Іванович Чумаченко (нар. 15 грудня 1948, смт Лосинівка, тепер Ніжинського району Чернігівської області) — український діяч, голова колгосп «Ленінська правда» села Вікторівки Ніжинського району Чернігівської області. Народний депутат України 2-го скликання. 

## Біографія
Народився у родині службовців. Працював водієм Лосинівського побуткомбінату Чернігівської області.
У березні 1967 — січні 1969 року — служба в Радянській армії.
З 1969 року — водій Лосинівського побуткомбінату, слюсар відділення «Сільгосптехніки» Ніжинського району Чернігівської області.
Закінчив агрономічний факультет Української сільськогосподарської академії, вчений агроном. Член КПРС.
У 1975—1977 роках — агроном Ніжинського районного управління сільського господарства у Лосинівській зоні Чернігівської області.
У липні 1977—1981 роках — головний агроном, у 1981—1984 роках — секретар партійної організації радгосп «Україна» села Сальне Ніжинського району Чернігівської області.
З травня 1984 року — голова колгоспу «Ленінська правда» села Вікторівка Ніжинського району Чернігівської області. Член КПУ.
Народний депутат України 2-го демократичного скликання з.04.1994 (2-й тур) до.04.1998, Ніжинський виборчий округ № 441, Чернігівська область. Член Комітету з питань АПК, земельних ресурсів та соціально-економічного розвитку села. Член депутатської фракції комуністів.